# Траси-Бокаж
Траси́-Бока́ж (фр. Tracy-Bocage) — коммуна во Франции, находится в регионе Нижняя Нормандия. Департамент коммуны — Кальвадос. Входит в состав кантона Вилле-Бокаж. Округ коммуны — Кан.
Код INSEE коммуны — 14708.

## Население
Население коммуны на 2010 год составляло 345 человек.
| 1962 | 1968 | 1975 | 1982 | 1990 | 1999 | 2010 |
| ---- | ---- | ---- | ---- | ---- | ---- | ---- |
| 220  | 206  | 201  | 244  | 258  | 297  | 345  |

## Экономика
В 2010 году среди 231 человека трудоспособного возраста (15—64 лет) 179 были экономически активными, 52 — неактивными (показатель активности — 77,5 %, в 1999 году было 74,5 %). Из 179 активных жителей работали 173 человека (96 мужчин и 77 женщин), безработных было 6 (4 мужчины и 2 женщины). Среди 52 неактивных 17 человек были учениками или студентами, 25 — пенсионерами, 10 были неактивными по другим причинам.